# 5,7 × 28 mm
El 5,7 × 28 mm es un cartucho para pistola y subfusil. Fue específicamente diseñado por FN para su subfusil P90 y la pistola FN Five Seven. Surge a raíz de los requerimientos de la OTAN, para un cartucho capaz de perforar chalecos y cascos antibala, pero manejable en un arma corta.

## Prestaciones
El 5,7 x 28 es capaz de perforar un casco o chaleco antibalas hasta una distancia de unos cien metros, esto es la mitad o menos que la munición de fusil, pero también tiene la mitad de retroceso y es más pequeña, por lo que resulta manejable en un arma pequeña como una pistola o subfusil, y cubre de sobra la distancia a la que se suele disparar con estas armas.
Aunque el fabricante asegura que tiene un buen poder de detención, existen dudas al respecto a causa de una posible sobrepenetración del blanco, por lo que, mientras no esté contrastado en combate, es hoy un calibre minoritario, adoptado por unos pocos cuerpos de élite policiales.

## Usos
El 5,7 x 28 es particularmente adecuado para unidades de intervención o rescate de rehenes, debido a un tipo de bala especial desarrollada para él, que tras atravesar un blanco duro, como un chaleco antibalas, se desestabiliza y gira, perdiendo toda capacidad perforante. Con esto se consigue evitar atravesar los blancos u otros obstáculos, como paredes, con el consiguiente peligro de herir a otras personas con estas balas perdidas, pero se retiene la capacidad de neutralizar a blancos provistos de protección como chalecos antibala.